# 沙锅屯遗址
沙锅屯遗址位于辽宁省葫芦岛市南票区沙锅屯乡砂锅屯村，是一处新石器时代遗址，2013年被列为第七批全国重点文物保护单位。
1921年6月，瑞典学者安特生（J．G．Andersson）与加拿大学者步达生（D．Black）发掘了砂锅屯洞穴遗址，这是是中国田野考古史上第一次正式发掘。发掘出土了史前彩陶和玉器遗存，1923年，安特生发表发掘材料时，将其性质和年代视为与仰韶文化相当的古文化遗存。在红山文化提出后，沙锅屯遗址出土遗物长期被纳入到红山文化的范畴中。但进一步的研究表明，沙锅屯遗址应归属于小河沿文化。